# Bundesvision Song Contest 2012
Der 8. Bundesvision Song Contest fand am 28. September 2012 in der Max-Schmeling-Halle in Berlin statt. Mit dem Sieg von Tim Bendzko im Vorjahr wurde der Wettbewerb zum dritten Mal nach Berlin geholt.
Sieger wurde XAVAS für Baden-Württemberg mit dem Titel Schau nicht mehr zurück; kein musikalischer Beitrag konnte sich in der Geschichte des Bundesvision Song Contests so hoch in den deutschen Single-Charts platzieren, und zwar auf Platz 2, wie der diesjährige Siegertitel.
Zweitplatzierter wurde für Sachsen Laing mit dem Titel Morgens immer müde.
Rückkehrer waren Rüdiger Linhof und Florian Weber von den Sportfreunden Stiller, die bei Fiva & das Phantom Orchester mitwirken und Boris Lauterbach von Fettes Brot, der mit seinem Soloprojekt Der König tanzt aufgetreten ist.
Als Eröffnungsact trat die Gruppe Seeed mit den Liedern Augenbling und Beautiful auf. Als Pausenact fungierte Tim Bendzko mit Wenn Worte meine Sprache wären, dem Siegertitel aus dem Vorjahr.
Schau nicht mehr zurück von XAVAS war der erste Beitrag, der sich in den Top 10 der schweizerischen Single-Charts platzieren konnte. Erst drei Jahre später konnte mit der Single Geiles Leben von Glasperlenspiel, die es an die Spitze der dortigen Charts schaffte, ein weiterer BSC-Beitrag eine Platzierung in den Top 10 der Schweizer Single-Charts vorweisen.
| Platz | Startnr. | Repräsentiertes Land   | Interpret                                                                    | Herkunft der Teilnehmer                    | Lied Komponisten | Punkte |
| ----- | -------- | ---------------------- | ---------------------------------------------------------------------------- | ------------------------------------------ | --- | ------ |
| 1.    | 16       | Baden-Württemberg      | XAVAS                                                                        | Baden-Württemberg und Nordrhein-Westfalen  | Schau nicht mehr zurück Milan Martelli, Xavier Naidoo, Matthew Tasa, Savas Yurderi                                             | 172    |
| 2.    | 15       | Sachsen                | Laing                                                                        | Berlin                                     | Morgens immer müde (Coverversion des Titels Morgens bin ich immer müde von Trude Herr) Aldo von Pinelli, Werner Scharfenberger | 142    |
| 3.    | 11       | Niedersachsen          | Ich Kann Fliegen                                                             | Niedersachsen                              | Mich kann nur Liebe retten Annette Humpe, Sebastian Kirchner                                                                   | 109    |
| 4.    | 01       | Nordrhein-Westfalen    | Luxuslärm                                                                    | Nordrhein-Westfalen                        | Liebt sie dich wie ich? Janine Meyer, Henrik Oberbossel, Götz von Sydow                                                        | 097    |
| 5.    | 09       | Saarland               | Die Orsons feat. Cro                                                         | Baden-Württemberg                          | Horst & Monika Johannes Bruhns, Lukas Michalczyk, Bartek Nikodemski, Markus Winter                                             | 092    |
| 6.    | 08       | Schleswig-Holstein     | Vierkanttretlager                                                            | Schleswig-Holstein und Nordrhein-Westfalen | Fotoalbum Max Leßmann, Sven Regener                                                                                            | 076    |
| 7.    | 12       | Berlin                 | B-Tight                                                                      | Berlin                                     | Drinne Robert Davis, Fabian Mallmann, Christoph von Freydorf                                                                   | 050    |
| 8.    | 07       | Mecklenburg-Vorpommern | The Love Bülow                                                               | Berlin und Mecklenburg-Vorpommern          | Nie mehr Falk-Arne Gossler, Michél Kollar, Golo Schmiedt, Juri Westermann, Jakob Unger                                         | 041    |
| 9.    | 03       | Thüringen              | Maras April                                                                  | Thüringen                                  | Himmel aus Eis Anne-Katrin Hoffmann, Ralf Hoffmann, René Schlothauer                                                           | 033    |
| 10.   | 14       | Hamburg                | Der König tanzt                                                              | Hamburg                                    | Häuserwand Arne Diedrichson, Boris Lauterbach                                                                                  | 028    |
| 11.   | 04       | Rheinland-Pfalz        | Pickers                                                                      | Rheinland-Pfalz und Saarland               | 1000 Meilen Joshua Bright, Alexander Moore, Robert Ring, Lutz Rodenbüsch                                                       | 020    |
| 12.   | 02       | Hessen                 | Cris Cosmo                                                                   | Hessen und Baden-Württemberg               | Herzschlag Jen Bender, Cris Cosmo                                                                                              | 019    |
| 13.   | 13       | Bremen                 | Schné                                                                        | Hamburg                                    | Alles aus Liebe Henrike Krügener, René Münzer                                                                                  | 018    |
| 14.   | 05       | Bayern                 | Fiva & das Phantom Orchester (mit Linhof und Weber von Sportfreunde Stiller) | Bayern                                     | Die Stadt gehört wieder mir Nina Sonnenberg, Rüdiger Linhof, Paul Rzyttka                                                      | 013    |
| 15.   | 10       | Sachsen-Anhalt         | Johanna Zeul                                                                 | Baden-Württemberg und Sachsen-Anhalt       | Sandmann Johanna Zeul | 010    |
| 16.   | 06       | Brandenburg            | Mellow Mark feat. Nina Maleika                                               | Baden-Württemberg und Hamburg              | Bleib bei mir Karhoff Schlumberger, Wappler Schlumberger                                                                       | 08     |

Farblegende:  – Herkunftsland des Künstlers entspricht nicht (oder nur zum Teil) dem Land, welches er repräsentiert.

## Punktetabelle
| Mecklenburg-Vorpommern | 41  | 12 | 1  | 1  | 2  |    |    | 1  | 3  | 2  | 1  | 1  | 4  | 1  | 3  | 7  | 2  |
| Sachsen-Anhalt         | 10  |    | 8  |    |    | 2  |    |    |    |    |    |    |    |    |    |    |    |
| Schleswig-Holstein     | 76  | 4  | 4  | 12 | 5  | 4  | 4  | 3  | 5  | 4  | 5  | 3  | 7  | 2  | 5  | 4  | 5  |
| Brandenburg            | 8   |    |    |    | 8  |    |    |    |    |    |    |    |    |    |    |    |    |
| Baden-Württemberg      | 172 | 10 | 12 | 10 | 10 | 12 | 10 | 12 | 10 | 10 | 10 | 12 | 10 | 12 | 10 | 12 | 10 |
| Saarland               | 92  | 6  | 5  | 4  | 7  | 8  | 12 | 5  | 6  | 5  | 6  | 4  | 3  | 5  | 4  | 6  | 6  |
| Bayern                 | 13  |    |    |    |    | 1  | 1  | 10 | 1  |    |    |    |    |    |    |    |    |
| Sachsen                | 142 | 8  | 10 | 8  | 12 | 10 | 6  | 8  | 12 | 8  | 8  | 10 | 8  | 8  | 8  | 10 | 8  |
| Thüringen              | 33  | 1  | 2  |    |    |    | 2  | 2  | 4  | 12 |    | 5  | 2  |    |    | 3  |    |
| Niedersachsen          | 109 | 7  | 7  | 7  | 6  | 5  | 5  | 7  | 8  | 7  | 12 | 7  | 6  | 6  | 7  | 5  | 7  |
| Hessen                 | 19  |    |    |    |    | 7  |    |    |    |    |    | 8  |    | 4  |    |    |    |
| Hamburg                | 28  | 2  |    | 5  | 1  |    |    |    |    | 1  | 2  |    | 12 |    | 2  |    | 3  |
| Rheinland-Pfalz        | 20  |    |    |    |    |    | 8  |    |    |    |    |    |    | 10 |    | 1  | 1  |
| Bremen                 | 18  |    |    | 3  |    |    |    |    |    |    | 3  |    |    |    | 12 |    |    |
| Berlin                 | 50  | 3  | 3  | 2  | 4  | 3  | 3  | 4  | 2  | 3  | 4  | 2  | 1  | 3  | 1  | 8  | 4  |
| Nordrhein-Westfalen    | 97  | 5  | 6  | 6  | 3  | 6  | 7  | 6  | 7  | 6  | 7  | 6  | 5  | 7  | 6  | 2  | 12 |

## Chartplatzierungen
| Jahr | Titel Album                                       | Höchstplatzierung, Gesamtwochen, AuszeichnungChartplatzierungen (Jahr, Titel, Album, Platzierungen, Wochen, Auszeichnungen, Anmerkungen, Künstler / Bundesland) | Höchstplatzierung, Gesamtwochen, AuszeichnungChartplatzierungen (Jahr, Titel, Album, Platzierungen, Wochen, Auszeichnungen, Anmerkungen, Künstler / Bundesland) | Höchstplatzierung, Gesamtwochen, AuszeichnungChartplatzierungen (Jahr, Titel, Album, Platzierungen, Wochen, Auszeichnungen, Anmerkungen, Künstler / Bundesland) | Anmerkungen                                                     | Künstler Bundesland                  |
| Jahr | Titel Album                                       | DE | AT | CH | Anmerkungen                                                     | Künstler Bundesland                  |
| ---- | ------------------------------------------------- | --- | --- | --- | --------------------------------------------------------------- | ------------------------------------ |
| 2012 | Schau nicht mehr zurück Gespaltene Persönlichkeit | DE2 Gold · (22 Wo.)DE | AT14 (16 Wo.)AT | CH3 (22 Wo.)CH | BuViSoCo 2012: Platz 1 Erstveröffentlichung: 24. August 2012    | XAVAS Baden-Württemberg              |
| 2012 | Morgens immer müde –                              | DE9 Gold · (23 Wo.)DE | AT49 (2 Wo.)AT | — | BuViSoCo 2012: Platz 2 Erstveröffentlichung: 12. September 2012 | Laing Sachsen                        |
| 2012 | Mich kann nur Liebe retten Ich Kann Fliegen       | DE29 (3 Wo.)DE | — | — | BuViSoCo 2012: Platz 3 Erstveröffentlichung: 31. August 2012    | Ich Kann Fliegen Niedersachsen       |
| 2012 | Liebt sie dich wie ich? Carousel                  | DE58 (1 Wo.)DE | — | — | BuViSoCo 2012: Platz 4 Erstveröffentlichung: 28. September 2012 | Luxuslärm Nordrhein-Westfalen        |
| 2012 | Horst & Monika Das Chaos und die Ordnung          | DE34 (4 Wo.)DE | — | — | BuViSoCo 2012: Platz 5 Erstveröffentlichung: 6. September 2012  | Die Orsons mit Cro Saarland          |
| 2012 | Fotoalbum Die Natur greift an                     | DE86 (1 Wo.)DE | — | — | BuViSoCo 2012: Platz 6 Erstveröffentlichung: 28. September 2012 | Vierkanttretlager Schleswig-Holstein |